# 크세니야 알렉산드로브나 여대공
크세니야 알렉산드로브나 로마노바 여대공(러시아어: Великая Княжна Ксения Александровна Романова, 1875년 4월 6일 - 1960년 4월 20일)는 제정 러시아의 황족으로, 차르 알렉산드르 3세의 장녀이자 니콜라이 2세의 여동생이다. 니콜라이 1세의 손자, 즉 5촌 아저씨인 알렉산드르 미하일로비치 대공과 결혼하여 여대공(Grand Princess by birth)이자 동시에 대공비(Grand Princess by marriage)가 되었다. 그리고리 라스푸틴을 암살한 핵심 인물로 유명한 펠릭스 유수포프 공은 크세니야 여대공의 사위이다. 크세니야 여대공은 러시아 혁명이 발발하자 러시아를 탈출, 이모인 덴마크의 알렉산드라 왕비가 통치하는 영국에 정착한 뒤 사망하였다.

## 생애

### 유년기와 결혼
1875년 상트 페테르부르크의 아니치코프 궁에서 당시 황태자였던 알렉산드르 알렉산드로비치와 그의 아내인 마리야 표도로브나 사이에서 장녀로 태어났다. 1881년 6세 때 할아버지이자 차르인 알렉산드르 2세가 폭탄 테러로 사망하자 아버지 알렉산드르가 알렉산드르 3세로 즉위하였다. 아버지의 죽음에 충격을 받은 알렉산드르 3세는 가족들의 안전을 염려하여 크세니야 여대공을 포함한 자녀들을 황실의 본궁인 겨울 궁전에서 교외의 가치나 궁으로 이주시켜 자라나도록 조치하였다. 가치나 궁에서 크세니야 여대공은 가정 교사의 휘하에서 영어와 프랑스어, 독일어를 비롯한 언어와 그림, 운동, 춤, 피아노 등의 기예를 익히며 성장하였다.
1894년 8월 6일 여름 궁전에서 니콜라이 1세의 손자인 알렉산드르 미하일로비치 대공(애칭은 '산드로, Sandro')과 결혼하였다. 1890년 처음 크세니야 여대공과 알렉산드르 대공이 결혼을 원한다는 것을 알게 된 알렉산드르 3세는 딸의 나이가 너무 어린 것과 알렉산드르 대공의 거친 매너와 무례함 등을 이유로 두 사람의 결혼을 망설였으나, 결국 허락하였다. 크세니야 여대공의 결혼식 이후 급격히 건강이 악화된 알렉산드르 3세는 같은 해 11월 1일 갑작스럽게 사망하였다. 부부는 6남 1녀를 두었다.

### 러시아 혁명
러시아 혁명이 발발하자 수도 상트 페테르부르크를 떠나 어머니 마리야 표도로브나 황태후와 함께 남편 알렉산드르 대공의 크림반도의 영지에 머물렀다. 1918년, 시베리아로 추방된 니콜라이 2세 일가가 몰살되었다는 소식을 듣자 영국에 도움을 요청했고, 당시 영국의 대비였던 이모 덴마크의 알렉산드라와 사촌인 조지 5세의 배려에 의해 HMS 말버러 함을 타고 러시아를 탈출해 영국에 도달하였다. 이후 어머니 마리야 표도로브나 황태후는 막내딸인 올가 알렉산드로브나 여대공과 함께 영국을 떠나 친정인 덴마크에 정착했으나, 크세니야 여대공은 영국에 남았다.

## 자녀
| 사진 | 이름                           | 생일   | 사망   | 기타                              |
| ---- | ------------------------------ | ------ | ------ | --------------------------------- |
|      | 이리나 알렉산드로브나 유수포바 | 1895년 | 1970년 | 펠릭스 유수포프의 아내, 슬하 1녀. |
|      | 안드레이 알렉산드로비치        | 1897년 | 1981년 | 슬하 2남 2녀.                     |
|      | 표도르 알렉산드로비치          | 1898년 | 1968년 | 슬하 1남 1녀.                     |
|      | 니키타 알렉산드로비치          | 1900년 | 1974년 | 슬하 2남.                         |
|      | 드미트리 알렉산드로비치        | 1901년 | 1980년 | 슬하 1녀.                         |
|      | 로스티슬라프 알렉산드로비치    | 1902년 | 1978년 | 슬하 2남.                         |
|      | 바실리 알렉산드로비치          | 1907년 | 1989년 | 슬하 1녀.                         |

## 참고 문헌
- Van der Kiste, John; Coryne Hall (2002). Once a grand duchess: Xenia, sister of Nicholas II. Stroud: Sutton